# Trochalopteron
Trochalopteron är ett fågelsläkte i familjen fnittertrastar inom ordningen tättingar. Släktet omfattar 19 arter som förekommer från östra Afghanistan till Java:
- Fjällig fnittertrast (T. subunicolor)
- Brun fnittertrast (T. austeni)
- Blåvingad fnittertrast (T. squamatum)
- Himalayafnittertrast (T. lineatum)
- Bhutanfnittertrast (T. imbricatum)
- Strimmig fnittertrast (T. virgatum)
- Gråvingad fnittertrast (T. variegatum)
- Svartkindad fnittertrast (T. affine)
- Taiwanfnittertrast (T. morrisonianum)
- Brunkindad fnittertrast (T. henrici)
- Ljushättad fnittertrast (T. elliotii)
- Rödstjärtad fnittertrast (T. milnei)
- Rostkragad fnittertrast (T. yersini)
- Kastanjekronad fnittertrast (T. erythrocephalum)
- Assamfnittertrast (T. chrysopterum)
- Rödvingad fnittertrast (T. formosum)
- Silverkindad fnittertrast (T. melanostigma)
- Gråryggig fnittertrast (T. ngoclinhense)
- Malackafnittertrast (T. peninsulae)

Tidigare inkluderas de alla i Garrulax, men genetiska studier har visat att de är närmare släkt med exempelvis prakttimalior (Liocichla) och sångtimalior (Leiothrix).
Fyra sydindiska fnittertrastar placerades tidigare i Trochalopteron (eller i Garrulax när det förra släktet inkluderades i det senare), men DNA-studier visar att de är närmare släkt med exempelvis sibior Heterophasia och sångtimalior (Leiothrix). Numera förs de därför till det egna släktet Montecincla.